# Хіросімська затока

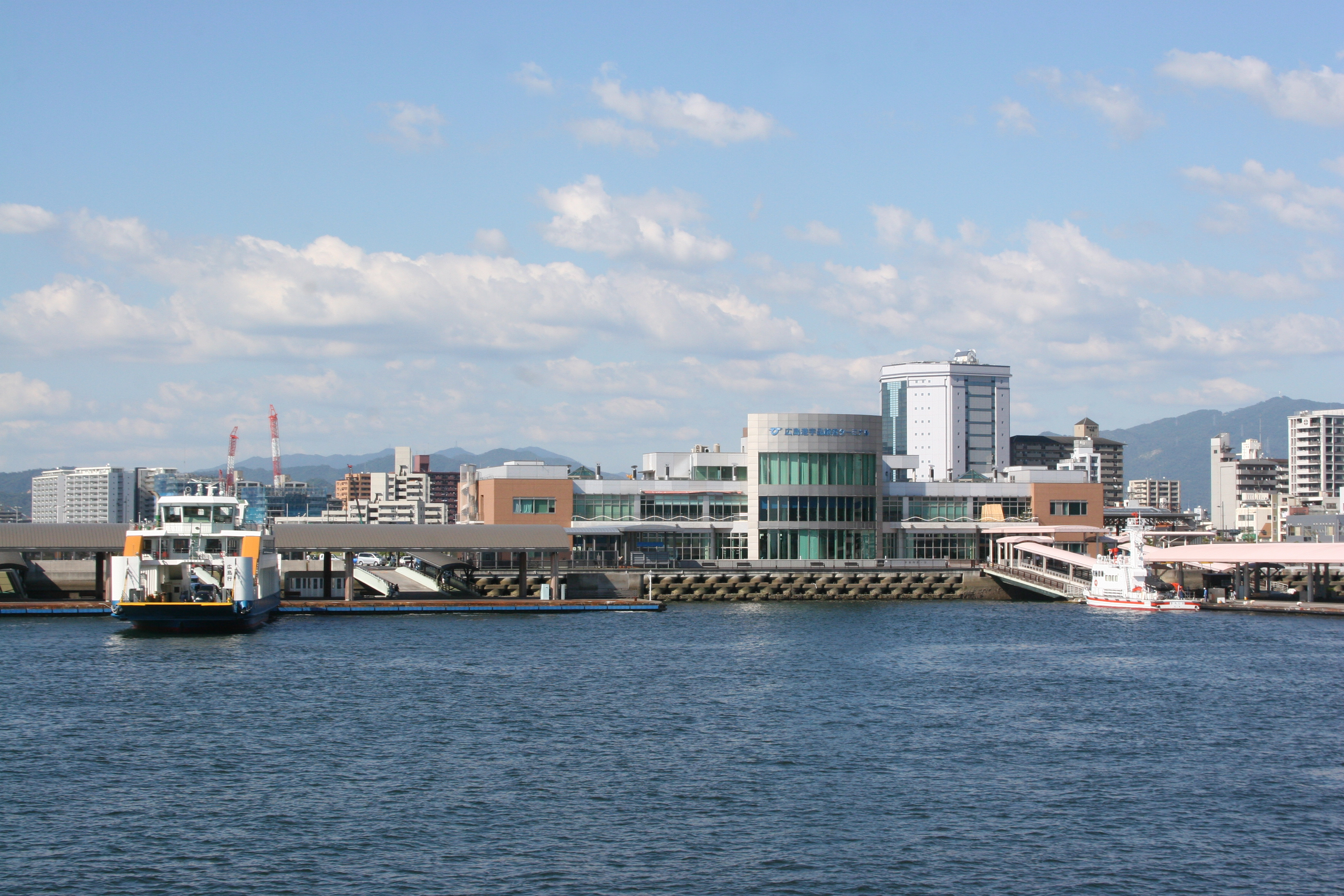
Хіросімський порт

34°12′ пн. ш. 132°21′ сх. д. / 34.200° пн. ш. 132.350° сх. д.
Хіросі́мська зато́ка　(яп. 広島湾, ひろしまわん, МФА: [çiɾoɕima waɴ]) — затока в морі Акі, західній частині Внутрішнього Японського моря. Площа затоки становить приблизно 1000 км². Найбільша глибина сягає 25 м. Відмежована від основної частини моря островами Курахаші префектури Хірошіма та Суо-Ошіма префектури Ямаґуті. В затоці лежать острови Ета, Номі, Іцукушіма, Ніношіма та інші. Берегова лінія сильно розчленована. В північній частині затоки розташована дельта річки Ота і Хірошімська рівнина, де розкинулося місто Хіросіма, а в західній — дельта річки Нісікі, місце знаходження міста Івакуні. Глибина затоки 20 — 20 м. Від 18 століття у водах затоки розводять устриці, водорості норі, креветок, камбал, пагрів тощо. Найбільші міста — Хіросіма, Івакуні, Отаке і Куре. Значна частина берегової лінії відведена для промислових потреб — суднобудівних, машинобудівних та нафтопереробних підприємств.
Цікавим місцем паломництва туристів є водяні ворота святилища Іцукушіма. Важкий крейсер «Тоне» було затоплено у водах затоки 24 липня 1945 року після влучання 3 авіабомб з літаків американського легкого авіаносця «Монтерей». У 1940-х роках його було розібрано на металобрухт.